# George Abbott
George Francis Abbott (Forestville, 25 giugno 1887 – Miami Beach, 31 gennaio 1995) è stato un commediografo, sceneggiatore, regista, attore e produttore cinematografico statunitense.

## Biografia

### I primi anni

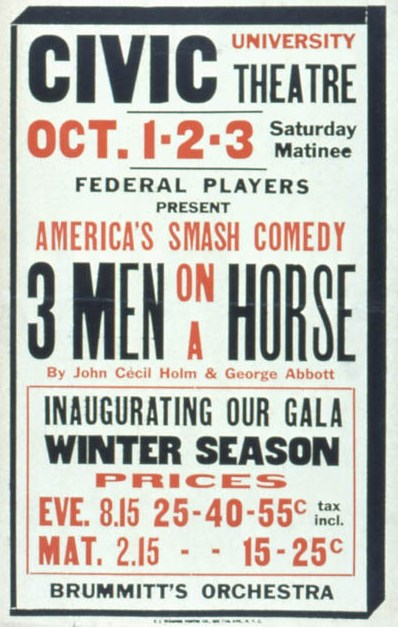
Three Men on a Horse

Abbott nacque a Forestville, nello Stato di New York. Negli anni della sua infanzia e adolescenza, Abbott cambiò spesso di residenza: visse nella cittadina di Salamanca, New York, dove il padre era stato eletto sindaco, poi, nel 1898, la famiglia si trasferì nel Wyoming, a Cheyenne, dove George venne iscritto alla Kearney Military Academy. Pochi anni dopo, gli Abbott ritornarono a New York e il giovane George si diplomò, nel 1907, alla Hamburg High School. Si iscrisse all'Università di Rochester, laureandosi quattro anni più tardi. Scrisse la sua prima commedia, Perfectly Harmless, per il Club Drammatico dell'Università.
George Abbott seguì a Harvard i corsi di drammaturgia di George Pierce Baker. Sotto la sua influenza, scrisse The Head of the Family, un lavoro teatrale che fu rappresentato all'Harvard Dramatic Club nel 1912. Per un anno, lavorò come assistente al Bijou Theatre di Boston, dove vinse un concorso con la sua commedia The Man in the Manhole.

### Carriera
La carriera di Abbott cominciò nel 1903. Attore teatrale a New York, mentre recitava, scriveva le sue commedie: il primo successo lo ebbe nel 1925 con The Fall Guy. Si guadagnò una reputazione anche come show doctor: usava il suo talento per riaggiustare scene e trame un po' zoppicanti prima che le commedie debuttassero a Broadway. Il suo primo grande successo fu Broadway, scritto e diretto insieme a Philip Dunning: ben 603 repliche dopo il debutto al Broadhurst Theatre il 16 settembre 1926. Le stagioni seguenti furono altrettanto fortunate. Raramente, si registrava un anno in cui Broadway non programmasse uno spettacolo firmato da Abbott. Anche quando cominciò a lavorare per il cinema, non pensò di abbandonare la carriera di commediografo.
Nel suo lavoro, Abbott ebbe rapporti professionali con tutti i nomi più prestigiosi del teatro e del cinema: lavorò con Desi Arnaz, Gene Tierney, Betty Comden, Hal Prince, Adolph Green, Leonard Bernstein, Jule Styne, Bob Fosse, Stephen Sondheim, Elaine Stritch, John Kander, Fred Ebb e Liza Minnelli.

### Vita personale
Abbott si sposò la prima volta nel 1914 con Ednah Levis. Ebbero una figlia, Judith, che divenne attrice e che nel 1946 si sposò con Tom Ewell. Ednah morì nel 1930. Abbott si risposò nell'aprile del 1946 con Mary Sinclair. Il matrimonio durò fino al 1951, quando i due divorziarono. Il 21 novembre 1983, cinque mesi dopo il suo 96º compleanno, Abbott si sposò per la terza volta. La nuova moglie si chiamava Joy Valderrama.

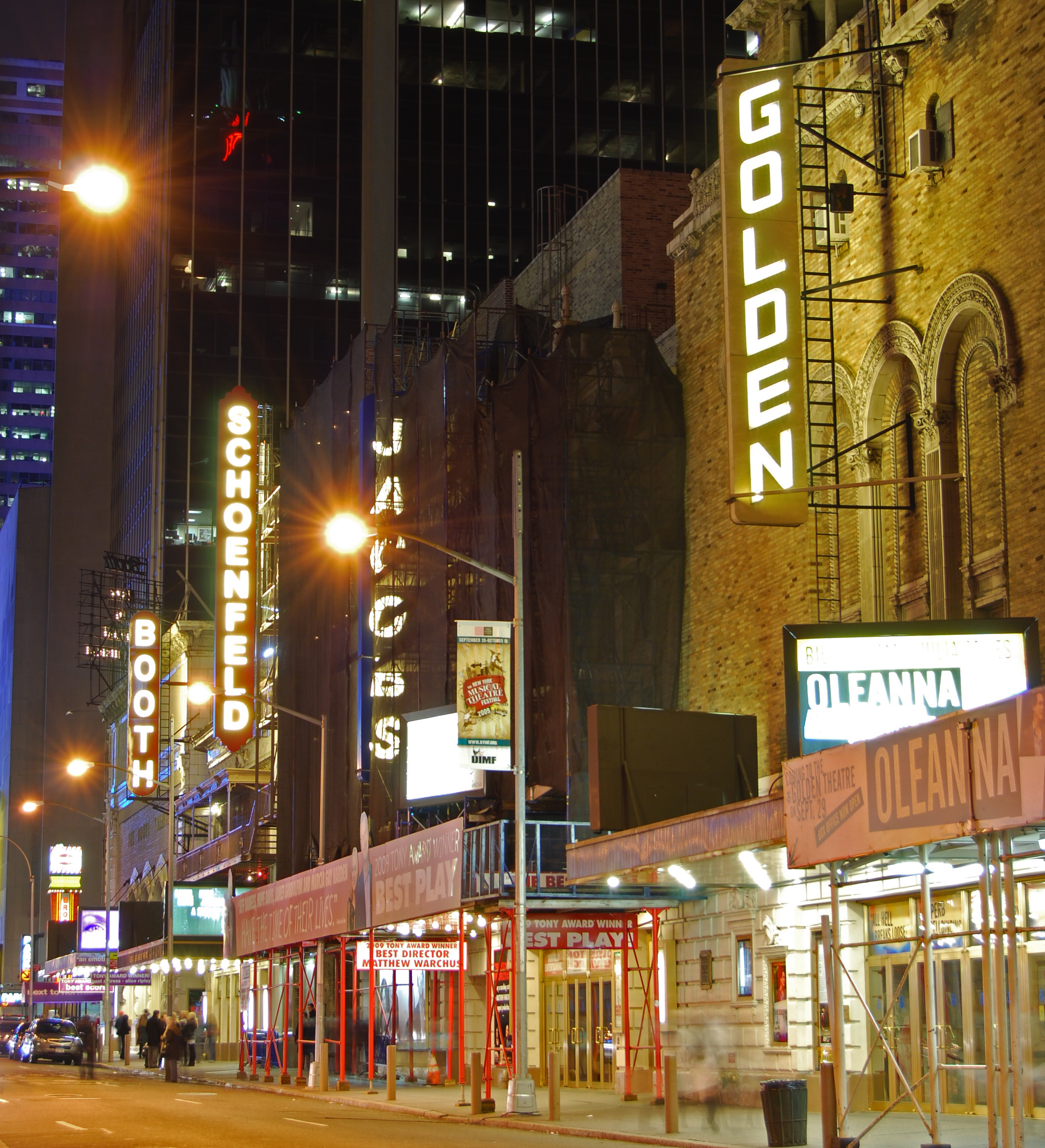
Broadway, George Abbott Way

George Abbott morì a Miami Beach a seguito di un ictus all'età di 107 anni. Il New York Times uscì con un necrologio dove era scritto: "Una settimana e mezza prima di morire, George Abbott stava dettando la revisione del secondo atto della sua commedia The Pajama Game, avendo in mente di rimetterla in scena. Nel 1993, all'età di 106 anni, aveva partecipato a una serata di gala, ricevendo l'ovazione del pubblico presente".

## Riconoscimenti
Nel 1965, il 54th Street Theatre venne ribattezzato George Abbott Theater in suo onore. L'edificio fu abbattuto nel 1970. A New York, gli fu anche dedicata la George Abbott Way, sezione della West 45th Street Northwest di Times Square.
Nel 1976, George Abbott ricevette l'Handel Medallion della città di New York, il dottorato onorario dalle università di Rochester e di Miami, e, nel 1982, il Lifetime Achievement Award del Kennedy Center. Ebbe un posto anche nell'American Theatre Hall of Fame. Nel 1990, fu premiato con la National Medal of Arts.

## Opere
- Broadway (1927) romanzo
- Mister Abbott (1964) autobiografia
- Tryout (1979) romanzo

## Teatro

### Attore
- The Man in the Manhole (1911) commedia
- The Misleading Lady (1913) commedia
- The Yeomen of the Guard (1915) operetta
- The Queen's Enemies (1916) commedia
- Daddies (1918) commedia
- The Broken Wing (1920) commedia
- Dulcy (1921) commedia
- Zander the Great (1923) commedia
- White Desert (1923) commedia
- Hell-bent Fer Heaven (1924) commedia
- Lazybones (1924) commedia
- Processional (1925) commedia
- A Holy Terror (1925) commedia
- Those We Love (1930) commedia
- John Brown	(1934) commedia
- The Skin of Our Teeth (revival 1955) commedia

### Soggetti e Sceneggiature

#### Musical
- On Your Toes (1936, revival 1954, revival 1983)
- The Boys from Syracuse (1938, revival 2002)
- Beat the Band (1942)
- Where's Charley?  (1948, revival 1974)
- A Tree Grows in Brooklyn (1951)
- The Pajama Game (1954, revival 1973)
- Damn Yankees (1955, revival 1994)
- New Girl in Town (1957)
- Fiorello! (1959)
- Tenderloin  (1960)
- Flora, The Red Menace (1965)
- Anya (1965)
- Music Is (1976)

#### Teatro
- The Fall Guy (1925) commedia
- A Holy Terror (1925) commedia
- Love 'em and Leave 'em (1926) commedia
- Broadway  (1926, revival 1987) commedia
- Four Walls (1927) commedia
- Coquette (1927) commedia
- Ringside (1928) commedia
- Those We Love  (1930) commedia
- Lilly Turner  (1932) commedia
- Heat Lightning  (1933) commedia
- Ladies' Money  (1934) commedia
- Three Men on a Horse  (1935, revival 1969, revival 1993) commedia

### Regista

#### Musical
- Jumbo (1935)
- The Boys from Syracuse (1938)
- Too Many Girls (Broadway, 18 ottobre 1939)
- Pal Joey (1940)
- Best Foot Forward (1941)
- Beat the Band (1942)
- On the Town (1944)
- Billion Dollar Baby (1945)
- Barefoot Boy With Cheek (1947)
- High Button Shoes (1947, 1951)
- Where's Charley? (1948)
- Look, Ma, I'm Dancin'! (1948)
- Call Me Madam (1950)
- A Tree Grows in Brooklyn (1951)
- Wonderful Town (1953)
- Me and Juliet (1953)
- On Your Toes (revival 1954, revival 1983)
- The Pajama Game (1954, revival 1973)
- Damn Yankees (1955)
- New Girl in Town (1957)
- Once Upon a Mattress (1959)
- Fiorello! (1959)
- Tenderloin (1960)
- A Funny Thing Happened on the Way to the Forum (1962)
- Fade Out - Fade In (1964)
- Flora, The Red Menace (1965)
- Anya (1965)
- How Now, Dow Jones (1967)
- The Education of H* Y* M* A* N K* A* P* L* A* N (1968)
- The Fig Leaves Are Falling (1969)
- Music Is (1976)

#### Teatro
- A Funny Thing Happened On The Way To The Forum
- The Man in the Manhole (1911) commedia
- Love 'em and Leave 'em  (1926) commedia
- Broadway (1926) commedia
- Chicago (1926, revival 1987) commedia
- Coquette (1927)
- Bless You, Sister (1927)
- Four Walls (1927)
- Those We Love (1930) commedia
- Louder, Please (1931) commedia
- Lilly Turner  (1932) commedia
- Twentieth Century (1932) commedia
- Heat Lightning (1933) commedia
- Sweet River (1936) commedia
- Brother Rat (1936) commedia
- Sweet Charity (1942) commedia
- Get Away Old Man (1943) commedia
- On the Town (1944)
- It Takes Two (1947) commedia
- A Tree Grows in Brooklyn (1951)
- In Any Language (1952) commedia
- Wonderful Town (1952)
- Drink to Me Only (1958) commedia
- A Call on Kuprin (1961) commedia
- Take Her, She's Mine (1961) commedia
- Never Too Late (1962) commedia
- Agatha Sue, I Love You (1966)
- Help Stamp Out Marriage! (1966) commedia
- Three Men on a Horse (1969) commedia
- Norman, Is That You? (1970) commedia
- Not Now, Darling (1970) commedia

### Produttore

#### Musical
- The Boys from Syracuse (1938)
- Too Many Girls (Broadway, 18 ottobre 1939)
- Pal Joey (1940)
- Best Foot Forward (1941)
- Beat the Band (1942)
- Barefoot Boy With Cheek (1947)
- Look, Ma, I'm Dancin'! (1948)
- Touch and Go (1949)
- A Tree Grows in Brooklyn (1951)
- On Your Toes (revival 1954)

#### Teatro
- Lilly Turner (1932) commedia
- Twentieth Century (1932) commedia
- Heat Lightning (1933) commedia
- The Drums Begin (1933) commedia
- John Brown (1934) commedia
- Kill That Story (1934) commedia
- Boy Meets Girl (1935) commedia
- Sweet River (1936) commedia
- Brother Rat (1936) commedia
- Room Service (1937) commedia
- Angel Island (1937) commedia
- Brown Sugar (1937) commedia
- All That Glitters (1938) commedia
- What a Life (1938) commedia
- The Primrose Path (1939) commedia
- Mrs. O'Brien Entertains (1939) commedia
- See My Lawyer (1939) commedia
- Ring Two (1939) commedia
- The Unconquered (1940) commedia
- Goodbye in the Night (1940) commedia
- Jason (1942) commedia
- Kiss and Tell (1943) commedia
- Get Away Old Man (1943) commedia
- A Highland Fling (1944) commedia
- Snafu (1944) commedia
- The Dancer (revival 1946) commedia
- It Takes Two (1947) commedia
- Mrs. Gibbons' Boys (1949) commedia
- In Any Language  (1952) commedia

## Filmografia

### Soggetti e Sceneggiature
- Love 'Em and Leave 'Em, regia di Frank Tuttle (1926)
- Hills of Peril, regia di Lambert Hillyer (1927)
- Quattro mura (Four Walls), regia di William Nigh (1928)
- Coquette, regia di Sam Taylor - lavoro teatrale (1929)
- Broadway, regia di Pál Fejös (1929)
- La piovra (Why Bring That Up?), regia di George Abbott (1929)
- Lui, lei, l'altra (The Saturday Night Kid), regia di A. Edward Sutherland (1929)
- Night Parade (1929)
- Halfway to Heaven (1929)
- All'ovest niente di nuovo (All Quiet on the Western Front) (1930)
- The Fall Guy, regia di Leslie Pearce (1930)
- Manslaughter, regia di George Abbott (1930)
- The Sea God (1930)
- El Dios del mar (1930-31)
- À mi-chemin du ciel (1931)
- Stolen Heaven (1931) (adattamento)
- La Incorregible (1931)
- Secrets of a Secretary (1931) (adattamento)
- My Sin (1931) (adattamento)
- Der Sprung ins Nichts (1931)
- Sombras del circo (1931)
- Those We Love (1932)
- Halvvägs till himlen (1932)
- Lilly Turner (1933)
- Heat Lightning (1934)
- Straight Is the Way (1934)
- Sweet River'' (1936)
- Three Men on a Horse (1936)
- On Your Toes (1939)
- The Boys from Syracuse (1940)
- Highway West (1941)
- Ombre di Broadway (Broadway), regia di William A. Seiter (1942)
- Beat the Band (1947)
- Where's Charley (1952)
- Il gioco del pigiama (The Pajama Game), regia di Stanley Donen e George Abbott (1957)
- Drei Mann auf einem Pferd (1957)
- Damn Yankees! (1958)
- Trois Hommes sur un cheval (1970)

### Regista
- The Impostor, co-regia di Dell Henderson (1918)
- La piovra (Why Bring That Up?) (1929)
- Halfway to Heaven (1929)
- The Carnival Man (1929)
- Bishop's Candlesticks (1929)
- Manslaughter (1930)
- The Sea God (1930)
- Secrets of a Secretary (1931)
- Stolen Heaven (1931)
- My Sin (1931)
- The Cheat (1931)
- Too Many Girls (1940)
- Il gioco del pigiama (The Pajama Game), co-regia di Stanley Donen
- Damn Yankees! (1958)

### Produttore
- Boy Meets Girl (1938)
- Servizio in camera (Room Service, 1938)
- Brother Rat (1938)
- Non parlare baciami! (Kiss and Tell, 1945)
- Snafu (1945)
- Il gioco del pigiama (The Pajama Game) di Stanley Donen e George Abbott (1957)
- Damn Yankees! (1959)

### Attore
- The Impostor, regia di George Abbott e Dell Henderson (1918)

## Tv

### Attore tv
- The Skin of Our Teeth (1952) Dramma TV